# 楊百朋
楊百朋（16世紀—17世紀），字元重，號菁阿，福建建寧府建安縣人，明朝政治人物。

## 生平
萬曆二十二年（1594年），楊百朋中式甲午科順天鄉試第三十一名，次年（1595年）聯捷乙未科進士，都察院觀政，本年八月獲授廣東合浦知縣，阻止權貴不守法紀地採挖珍珠。二十九年七月他以卓異陞為南京户部貴州司主事，歷升戶部郎中，管理淮閘，取消日供羨金給縣官；外任吉安知府時更加清操自守，因父親逝世回鄉，未除服就去世。

## 家族
曾祖杨迈，舉人。祖杨公載，贡生。父杨承祯，見任训导。母朱氏，封孺人。具庆下。兄杨廷献，見任大理寺司務。弟百順、百揆。娶张氏，封孺人。子履南、茂明、芳久、孟镇。

## 引用
1. 1 2  康熙《建寧府志·卷三十一·人物四》：楊百朋，字元重，建安人，萬歷乙未進士。性孝友，初令合浦，中貴人采珠蔑視守令，朋據禮不為屈；以卓異擢戶部郎中，管理淮閘，裁罷日供羨金輸縣官。守吉安，益勵清操，丁外艱歸，服未除卒。
2. ↑  康熙《建寧府志·卷二十五·選舉二》：萬歷二十二年甲午王畿榜……楊百朋 承禎子，易，建安學，順天中式，見進士